# ロディマスコンボイ
ロディマスコンボイ（Rodimus Convoy /Rodimus Prime）は、トランスフォーマーシリーズの日本展開で頻繁に登場する人物名。
本項では直接関連したキャラクター・ホットロディマス（Hot Rodimus/Hot Rod）に関しても記述する。

## 概要
初登場は『トランスフォーマー ザ・ムービー』。コンボイに代わるサイバトロンの新総司令官としての登場。英語名はロディマスプライム（Rodimus Prime）

## ジェネレーション1（G1）
初登場は『トランスフォーマー ザ・ムービー』。声は英語版が『ザ・ムービー』にてジャド・ネルソン、『2010』以降ディック・ゴーティエ、玩具CMではフランク・ウェルカー、日本語版は石丸博也、ザ・リバースでは高瀬右光が担当した。

### 性格・特徴
サイバトロンの新総司令官。以前の姿はサイバトロンの騎士ホットロディマスであり、彼がサイバトロンのリーダーの証・マトリクスを継承し変化した姿である。ロディマスコンボイはセイバートロンタイプのトレーラートラック（キャンピングカーと記載されている媒体もあり）に変形。ホットロディマスはスポーツカーに変形する。カラーリングは赤のほかにオレンジ、また多くはファイヤーパターンを施したボディが特徴である。
ホットロディマスは本来英雄に憧れる若者であり、型に囚われず血気盛んな性格であった。それゆえ無鉄砲な行動をとることが多く、仲間もそれに頭を痛めることもあった。
ロディマスコンボイとなってからは総司令官としての責任を持ち、元来の性格から好戦的かつ冗談を言うのを欠かさない気楽な一面もある一方、経験不足からかリーダーとしての資質と重圧に悩むこともあり、その度に成長していった。多くの異星人と友好関係を築くなど、外交面ではコンボイ以上の成果を上げており、ウルトラマグナスも彼の手腕を高く評価する発言を行っている。

### 武器
ロディマスコンボイ時はフォトンエリミネーターと呼ばれるロングライフル。腕部のエキゾーストパイプからもビームを発射できる。
ホットロディマス時は両腕のパイプから発射するフォトンレーザーの他、右腕から回転ノコギリのソウブレードを展開し、左腕には溶接用のウェルディングトーチを備える。頭部には遠視用のバイザーを装備している。

### 活躍

#### ユニクロン戦争
サイバトロンとデストロンの戦いが激化し、デストロンがセイバートロン星を占拠。デストロンを監視するためにセイバートロン星の月に建てられた基地ムーンベース2に行った父スパイクとの別れを寂しがる少年ダニエルの友人として振舞っていた。ある時、川原で釣りを楽しんでいたホットロディマスはサイバトロンのシャトルが地球に来たことを知り、ダニエルと共に直行。しかしそのシャトルはデストロンに占拠されており、それに気づいたロディマスは単独で攻撃を仕掛け、地球で戦いのきっかけを作る。シャトルから出撃するデストロンの襲撃を受けつつも、ロディマスはチャーと合流してサイバトロンシティに急行。
戦いは駆け付けたコンボイとメガトロンの一騎討ちとなる。加勢しようとするホットロディマスだったがチャーに止められ静観。一騎討ちはコンボイの勝利かに見えたが、ホットロディマスは命乞いのふりをして銃を拾おうとするメガトロンに気付き取り押さえるも、逆に盾にされてしまい、メガトロンはコンボイに発砲、コンボイが重傷を負う原因を作ってしまう。コンボイの死を看取り、サイバトロンのリーダーの証・マトリクスを受け継いだウルトラマグナスがリーダーとなる。
サイバトロンシティの復興に勤しむ中、ユニクロンがムーンベースを捕食した知らせが入り、サイバトロンはユニクロン征伐を目指す。この時ウルトラマグナスは「マトリクスが守ってくれる」という発言にロディマスは「大丈夫だ」と確信を持っていた。その直後ユニクロンにより強化改造されたガルバトロン率いるデストロンの襲撃によりチャー、ダイノボットと同じシャトルに搭乗。この直前なかなかシャトルに乗らないグリムロックをロープを使い載せていた。なおもデストロンの戦艦が追ってきて、サイクロナスの攻撃によりシャトルは撃墜され、惑星クインテッサへ不時着。ホットロディマスはチャーたちとはぐれ、海に落下。機械の魚に襲われそうになるも脱出、同じくロボットイカに襲われたチャーを助け、イカを撃破。チャーを修理して、ダイノボットを探すが、クインテッサ星人の部下のガードに遭遇。チャーが宇宙共通の挨拶「バーウィップグラーナウィーピニボン」を言ってエネルゴンキューブを分け与えるが、キューブがなくなり飢えたガードに襲われ牢屋に入れられる。その後、クインテッサの裁判により、シャークトロンの群がる池に落とされる。2人は抵抗し、次第に数に押されるが、ホットロディマスらの行方を探っていたウィーリーとダイノボットの登場により好転。クインテッサは撤退し、一向はシャトルで惑星ジャンキオンへ向かう。
惑星ジャンキオンではウルトラマグナスを欠いたスプラングらがレックガー率いるジャンキオン一族に襲われていたが、ホットロディマスは宇宙共通の挨拶によりジャンキオンらと和解。修理されたウルトラマグナスからガルバトロンにマトリクスに奪われたことを聞き、一同はレックガーからそのガルバトロンがいると聞かされたユニクロンを目指す。
ユニクロンの左目から突入した仲間たちがユニクロンの体内へ落ちる中、ホットロディマスは突起にひっかかり、違うところに落下。その後マトリクスを持ったガルバトロンと遭遇。ユニクロンに逆らえず、攻撃を仕掛けるガルバトロンの前に窮地に立たされたホットロディマスだったがガルバトロンからマトリクスを取り返して開き、マトリクスの光を浴びてロディマスコンボイへと変化。ロディマスコンボイはガルバトロンを宇宙に投げ飛ばし、マトリクスを開放してユニクロン体内を破壊。その後、仲間たちと合流し、彼らを引き連れ暴走するユニクロンから脱出する。
その後、セイバートロン星にてロディマスコンボイはセイバートロン戦争の終結と平和と幸せの未来への最初の日を制定、「宇宙を一つに（Til all are one!）」という目標を掲げ、総司令官に着任する。

#### 新たなる戦い
地球暦2010年（原語版では2006年）、サイバトロンがデストロンを破り、デストロンを惑星ジャールへ追放し、平和な日が続いていた。アセニア星ではサイバトロンの発案により第1回銀河系オリンピック大会が開幕する。組織委員長であるロディマスコンボイは堅苦しい挨拶を抜きに競技開始を宣言。競技が進む中、クイッテッサ星人の仕事を請けた殺し請負人スカックスゾイドが聖火を爆破。ウルトラマグナス、チャー、スパイクがさらわれる。ロディマスコンボイはデストロンの仕業と見て、グリムロックを引き連れて惑星ジャールに向かう。30対2の戦いの中、数に押されたロディマスコンボイたちはスカックスゾイドの行方を追っていたスプラングとアーシーに助けられる。意識を失っていた中、ロディマスコンボイはマトリクスからセイバートロンの過去へ旅し、誘拐事件の犯人はクインテッサ星人と知る。惑星クインテッサからウルトラマグナスたちを救出したロディマスコンボイたちはクインテッサと彼らにより持ち直したデストロンの追撃を受け、ガルバトロンも復活する。
ロディマスコンボイは自分の回路を切って再びマトリクスの中を旅し、クインテッサ星人の正体が過去のセイバートロン星の支配者であり、彼らが労働力として製作した超ロボットに感情が芽生えて反乱を起こして星を追われたこと。その後、民間用のサイバトロンと軍事用のデストロンが戦い始めたことなどを知り、再起動したロディマスコンボイはデストロン、クインテッサと戦う決意を新たにする。

#### 総司令官としての苦悩～コンボイの復活
クインテッサを一度退けたロディマスコンボイだが、その後も幾度かクインテッサの卑劣な罠や自身のリーダーとしての資質に悩むことがあった。
第8話「コンボイの影」ではデストロンの攻撃を受け、ユニクロン戦争で戦死したサイバトロンの墓がある小惑星に迷い込む。追撃してきたデストロンの攻撃を受けるロディマスコンボイたちを助けたのは死んだはずのコンボイであった。皆が疑いの目を向ける中、ロディマスコンボイはコンボイと本物と信じ込み、マトリクスを返還。ホットロディマスに戻る。しかしそのコンボイはクインテッサの手により、魂のないゾンビロボットとして蘇生されており、ホットロディマスたちに発砲。ホットロディマスらを小惑星諸共吹き飛ばそうとし、サイバトロンのアタック艦隊をクインテッサの罠の星に誘い込もうとする。かろうじて脱出に成功したホットロディマスたちはサイバトロンのアタック艦隊に合流。ホットロディマスはブリッジの扉のロックを破壊し、指揮権とマトリクスを取り戻すために、コンボイと対決。正気を取り戻したコンボイはホットロディマスにマトリクスを返し、サイバトロンのアタック艦隊に帰還を命じる。コンボイは一人宇宙船を駆り、クインテッサの罠の星に特攻。それを見たロディマスコンボイはコンボイに別れを告げてたとえその境地に至れずとも宇宙の平和のため尽力することを誓う。
第20話「究極の武器」では自らの資質に苦悩し、神経質になっていた。市街地に現れたデストロンと戦う中、ガルバトロンが究極の武器の存在をちらつかせる。一方、スクランブルシティにデストロンのスィンドルが侵入し、メトロフレックスのトランスフォームコグを奪われ、責任を感じたファーストエイドが失踪する。ロディマスコンボイはリーダーとしての資質に悩む。それに対抗するため、ロディマスコンボイはウルトラマグナス、スパイク、ダニエルと協力しダイナザウラーからトランスフォームコグを奪う。不安を感じるロディマスコンボイはウルトラマグナスの進言もあり、奪ったコグをメトロフレックスに取り付ける。両者共にトランスフォームを維持できない戦いが続く中、ファーストエイドが復帰。ロディマスコンボイはファーストエイドがメトロフレックスのコグの調整の指示を出し、メトロフレックスを勝利に導く。その後、ガルバトロンが究極の武器のスイッチを持って脅しをかける。ロディマスコンボイはこれに動じず、ガルバトロンに迫る。ガルバトロンは偽のスイッチを捨てて退散。サイバトロンの勝利にロディマスコンボイは自信を取り戻す。
第28話「重すぎた使命」では日本各地にデストロンが襲撃。辛うじて撃退するものの、ロディマスコンボイは人間たちに呼び出されて、非難され嫌味を言われる。その気苦労と義務と責任による重圧に耐え切れなくなったロディマスコンボイは失踪してしまう。その夜、サイバトロンの様子を偵察していたワイルドライダーとデッドエンドと遭遇。カーチェイスの末にロディマスコンボイは崖から落下し意識を失い、体内から外れたマトリクスを奪われ、ホットロディマスに戻る。サイバトロンにより介抱されたホットロディマスは目を覚ましマトリクスを取り戻すように言われるが、終わりのない戦いに嫌気がさしていたホットロディマスはその場を去る。それでも悩むホットロディマスは先に助けた剣道師範から、「無の境地を得て自分の運命に従う」教えを請け、迷いが晴れる。街ではマトリクスの力に取り付かれたスカージが暴走していたが、ホットロディマスは彼との戦いの末にマトリクスを取り戻し、ロディマスコンボイに戻る。自分自身も取り戻したロディマスコンボイはチャーたちから賛辞を受け、総司令官に戻る。
第31話・最終話「コンボイの復活 パート1」「コンボイの復活 パート2」ではコンボイの夢を見続け、再びリーダーとしての資質に悩むロディマスコンボイだったが、そこにコンボイのボディが発見された知らせを聞き、シリコンバレー研究所に向かう。しかしそれはトランスフォーマーに恨みを持つモーガン博士の罠であり、研究所に入った仲間たちは宇宙ペストに感染してしまう。コンボイを運び出し、スクランブルシティに戻ったロディマスコンボイはスカイリンクスにクインテッサ星人を連れて来るように伝える。ロディマスコンボイはメトロフレックスが宇宙ペストに感染したときを危惧し、スイッチを切るが、追いかけてきたウルトラマグナスと同じく感染したレックガーによりロディマスコンボイは宇宙ペストに感染。ロディマスコンボイは暴れまわっていたが、そこに耐熱合金を施したコンボイが現れる。事態解決のためにマトリクスを要求するコンボイの説得を聞かず、抵抗。もみ合いの末、隙をつかれ失神。さらにコンボイのマトリクスの叡知の光により宇宙ペストが消滅。その後、ホットロディマスに戻り、コンボイが再び総司令官に返り咲く。

#### その後のロディマス
日本版『トランスフォーマー ザ☆ヘッドマスターズ』
コンボイの副官。マトリクスのエネルギー開放により制御が効かなくなったベクターシグマが暴走。それを狙ってデストロンが侵入。ホットロディマスは惑星アセニアに残っていたが、マスター星より現れた戦艦マキシマスの接近によりセイバートロン星に赴き、戦いに参加。デストロンを撤退させた後は、戦艦マキシマスの艦長フォートレスなどをアセニアに迎え入れる。ホットロディマスはクロームドームたちサイバトロンヘッドマスターズと協力し、エネルギー補充のため地球に保管してあるマトリクスを探索。軍施設に保管されたマトリクスを発見したホットロディマスはベクターシグマに急行。アルファートリンの幻影と融合し、復活したマトリクスにより、ロディマスコンボイに返り咲く。コンボイと共にデストロンを一掃し、ベクターシグマを止めようとするが、コンボイがその身を犠牲にし、果てる。
その後、スコルポノックによる、セイバートロン星爆発を機に指揮権をフォートレスに譲り、新天地を求め旅立った。終盤、『リバース』同様ターゲットマスターとして再登場の予定だった。
幾度もコンボイの死を目の当たりにしたためか、『2010』の時のように悩む場面は見られなくなり、デストロンの策略に気づき、即座にそれに応じた対策を取るなど総司令官としての手腕を見せている。厳格な面も見せ、ビースト星が気に入って駐屯を引き受けたファイアーボットに「任務は遊びと違う」と諭している。
海外版『トランスフォーマー ザ・リバース』
本作品の日本語吹き替え版では海外名のホットロッド/Hot Rodになっている。ネビュロン星にてファイアーボルト/Firebolt（声 - 柳沢栄治 / 英 - リシャール・ゴーティエ）をパートナーとしたターゲットマスターになる。
セイバートロン星に残留し、以前の平和好きな一戦士として参加していたブラーとのレース勝負では搭乗していたダニエルのアシストで勝利。それを見たブレインストームは「人間が中に乗ると自分たちトランスフォーマーは上手く機能する」という持論に確信を持った。その後、デストロンが奪ったプラズマエネルギー貯蔵庫の鍵を取り返すために、カップ（チャーの海外名）やハイブロウらと共シャトルに乗り込む。セレブロスがキーが取り戻すもののエネルギーのオーバーロードにより、シャトルがネビュロン星に不時着。この星に住むネビュロン人に星の支配者であるハイブの一味と勘違いされ拘束される。その後、そこに襲撃してきたデストロンに攫われる、ネビュロン人をパートナーに、考えを実行に移してヘッドマスターとなったブレインストームたちに救出された後、デストロンのターゲットマスターに対抗するため、ファイアーボルトをパートナーとしたターゲットマスターとなる。その後、コンボイと合流。
従来同様ネビュロン星にてシャトルを失った際などは助かる手立てがあると軽口を叩く場面があるが、カップがスカージにより鍵の在り処を吐かせるための拷問にかけられると、自分を拷問にかけるように言ったり、スコーピオンに襲撃をかける際、苦言を呈するクロスヘアーズに「死を賭けて戦うしかない」と発言するなど、決意の強さも見せている。

#### コミック版における活躍
テレビマガジンの『戦え!超ロボット生命体トランスフォーマー ザ☆コミックス』では『超ロボット生命体物語ザ☆トランスフォーマー』の第1回から登場。リーダーシップを発揮した後、単身デストロンの宇宙船に乗り込む。ガルバトロンのSFガンを逆用して爆弾を置き土産に脱出した。第2回では多数のメガトロンに物怖じしたが部下に勇気付けられ、彼らのサポートを得て偽者であったそれらを撃破している。第4回ではガルバトロンと対戦。スタースクリームの亡霊が操る巨銃兵士ギルトールがガルバトロンも攻撃すると、彼との呉越同舟コンビで倒している。最終回ではフェミニア星を襲撃した合体ロボットたちに自軍の巨大戦士に対抗させる。アニマトロンが合体したプレダキングが現れて万事休すかに思えたが、ダブルチェンジャーによる将棋倒し戦法で勝利を収めた。
『トランスフォーマー大戦争』ではダルトン博士を迎えてテックボットを作り出してもらった。最終回では復活したコンボイの下、ホットロディマスの姿で戦っている。
『ザ☆ヘッドマスターズ』の第1回では再びロディマスコンボイの姿になってクロームドームたちの参戦を喜んでいた。次の回ではフォートレスに司令官として指示していたが、しばらく登場しなかった後、フォートレスが総司令官に就いていた。最終回ではメガザラックたちを追う前に地球に寄ってダニエルの成長を讃え、自分も辛い戦いの中で人間から学んだ「生きる喜び」が奮い立たせたと話して去る。
ケイブンシャの大百科「戦え！超ロボット生命体トランスフォーマー2010」の漫画「最強のトランスフォーマーは」ではバトルロイヤルでサイバトロン側で最後まで残り、甦ったメガトロンとガルバトロンを負かしてクインテッサ星人のルール通り宇宙の平和を実現させた。

### 玩具
ダイアクロンの流用商品であったコンボイたちオートボットと違い、TF用の新規造型である。両者共に1セットの金型をベースにして作られている。開発は共にタカラトミーのデザイナー・国弘高史が担当した。
ロディマスコンボイ
日本では1986年11月に「C-77」のナンバーを与えられて発売。海外の初期販売版は日本製でタイヤがゴムと金属製だが、後期版は台湾製でプラスチック製に変更。国内では後期版の仕様で発売された。玩具オリジナルギミックとして、車体後部が分離してモビルディフェンサー（移動砲台）となる。
当初、ロディマスコンボイは高価格帯の大型商品として企画されていたが、当時の急激な円高によりグレードダウンすることになり、現在の仕様に変更された。試作版では『ザ・ムービー』のホットロディマスの変形同様に変形の途中で左右の腕がアームによって入れ替わるように変形、車体後部にもミニボットを載せられるなどのギミックが入れられる予定だった。
2001年12月に復刻版が発売され、海外初期販売版の仕様で発売された。
仕様変更品に金メッキとオレンジ主体の整形色のみに変更した善神プライマスがあり、書籍『トランスフォーマージェネレーション』の懸賞品として配布された。この時タカラサイドからリデコでアルファートリンを出す案もあったとされている。
ホットロディマス
日本では1987年4月に「C-78」のナンバーを与えられて発売。カタログでは初期から掲載されていたが、これは『ザ・ムービー』の公開予定がずれ込んだためである。アメリカ発売分は足首がダイキャスト製とプラスチック製が存在し、国内版はダイキャスト製で発売された。
海外ではターゲットマスター版が発売。パートナーとしてファイアーボルト / Fireboltが同梱し、手首が改修されたほか、足首はプラスチック。胸部と車体側部のファイアーパターンがシール処理から印刷処理に変更された。当時、日本でもチャーやブラーと共に発売予定があったが中止された。
2000年12月に復刻版が発売。後にターゲットマスター版が『トランスフォーマー コレクション』にて「13」のナンバーを与えられて、2004年4月に初の正式発売。当時のものと違い、以前のフォトンレーザーも同梱され保持できるように改修されている。キャラクターカードには当時欠番だった「C-110」のナンバーが振られている。また復刻に当たり、ファイアーボルトは金型が散逸していたため、新規造形されている。
2001年にはイベント限定で「C-78B 闇騎士ブラックロディマス」「C-78C 光の騎士クリスタルロディマス」が発売されている。前者はメガトロンにより作り出されたクローン、後者はホットロディマスがパワーアップした姿。
『トランスフォーマー リターン・オブ・コンボイ』の時期に発売された「C-372 スターコンボイ」にはマイクロトランスフォーマーのホットロディマスが同梱。特にキャラクター設定は作られていない。2005年に発売された復刻版ではシール部分が塗装に変更されている。また当時スターコンボイの後続アイテムとしてボディが上下に分割され、消防車に変形するニューロディマスの商品化が検討されていた。
『トランスフォーマー マスターピース』では2011年1月に「MP-09」のナンバーを与えられて発売。前身であるホットロディマスにも変形可能であり、マスターピース初となる4段変形商品となった。同年7月にはe-HOBBY SHOP限定で「MP-9B ブラックロディマスコンボイ」も発売された。しかし、いずれにしても商品の質は粗悪であり、武器が保持できなかったりジョイントが外れやすいなど不具合が多く辛辣な意見が寄せられた。

#### その他の玩具
トランスフォーマーガム
カバヤから発売。組み立て式の軟質プラ樹脂ミニプラモ。シリーズ第5弾にラインナップ。
おしゃべりフォーマー
アナログ方式の音声ギミックを搭載するソフビ製フィギュア。顔の造形はスタジオOX設定。
トランスフォーマーJr.
セブンより発売されたミニフィギュア。トレーラーの上部はペーパークラフトになっている。
スーパーコレクションフィギュア トランスフォーマー ジェネレーション1
彩色済みコレクションフィギュア。ACT-2「2010編」ACT-4「コンボイの復活編」にロディマスコンボイ、ACT-6「地球への道編」にホットロディマスがラインナップ。
チョロQロボ ロディマスコンボイ
プルバック走行のキャラクターチョロQ。アニメに準拠したカラーリングとメタリックカラーの2種類が発売。
MYCLONE AS-3 TRANSFORMERS#2
ブロックタイプのディフォルメフィギュア。シリーズ第2弾にラインナップ。ナンバーは「MTF0071」。
トランスフォーマーG1
カバヤより発売。モノクロのボトルキャップフィギュア。全12種類+シークレット2種類。ナンバーは「C-6」。
極小変形トランスフォーマー
変形可能な縮小版。「SPエディション」にラインナップ。シークレットとして混入された。
2006年に「ハイブリッドスタイル・初代コンボイ」の購入特典としてトイザらス各店にて先着配布された。配布版はG1（初代）ホットロディマスを模したミニパッケージ入り。
トランスフォーマー ロボットヒーローズ
ディフォルメタイプのフィギュア。ロディマス名義でシャープネルとのセットで発売。
トランスフォーマーガム（新版）
2011年にカバヤから発売。シリーズ第4弾にホットロディマスとしてラインナップ。ボーナスパーツを集めるとロディマスコンボイとなる。

### 補足
ロディマスコンボイを演じた石丸は「司令官」という立場の人物から、それなりに貫禄を出して演じなければならないと意識して演じていた。
石丸は当時、玩具が発売されていたことを知らず、後年のインタビューにて初めて知った。また「マスターピース ロディマスコンボイ」の値段を聞き、驚いたという。

## スーパーリンク
設定をリセットされた『スーパーリンク』で登場したロディマスコンボイ/Rodimus Convoy/Rodimus。声は日本語版では置鮎龍太郎、英語版ではポール・ドブソンが担当した。

### 性格・特徴（スーパーリンク）
初登場は第11話「ちっぽけな宇宙」。8000年前、戦乱の中のセイバートロン星から外宇宙に視野を向けて旅立った多くのトランスフォーマーの指導者。宇宙の各地を飛び回り、平和を築き上げてきた伝説の戦士。アメリカンセミトラックに変形する。
グランドコンボイとは旧友であり、基本的概念は一緒だが、その方向性の違いにおいてと対立し自分と同感する勢力とセイバートロン星を離脱。その後は宇宙警備隊のような活動をしていた。一時は彼らの星を守れなかったことからアルファQに味方し、星の再生のためにユニクロンを利用しようとする。そのため反対するグランドコンボイと戦ったこともあったが、星の再生後はユニクロン打倒のために共闘する。終盤復活したユニクロンの圧倒的な力を目の当たりにした際は、認識の甘さを痛感していた。
特別編の第44話では訓練プログラムではホットショットと組み、トーナメントを勝ち進み優勝した。
性格は冷静沈着であり、グランドコンボイ不在時にはリーダーを務めることもあった。一方では訓練プログラムのネコミミには興味を抱くなどコミカルな面もある。
武器はフォトンエリミネーター。仲間とのスーパーリンクでは主に上半身に合体しており、下半身での合体は特別編の第44話のみ。

### 玩具（スーパーリンク）
国内では「SC-10」のナンバーを与えられ2004年3月に発売。サイズは海外版の基準でデラックス。開発はG1（初代）と同じく国弘高史が担当した。
海外版はボディの成型色が明るく、リアウイングにファイヤーパターンが印刷されている。
テレビマガジン2004年9月号にてスペシャル誌上オーダー商品としてブラックロディマスコンボイが先着限定数3000個販売されている。

### 補足（スーパーリンク）
演じた置鮎は赤いロボット役を演じることが多かったため、ロディマスコンボイも「また赤いロボットで嬉しかった」という。

## アニメイテッド
『アニメイテッド』では部隊司令官ロディマス（Rodimus）として登場。声は英語版ではジャド・ネルソン、日本語版では石丸博也。国外共にG1（初代）のロディマス/Rodimus Primeを演じた声優が担当した。

### 性格・特徴（アニメイテッド）
チーム・アセニアの部隊司令官。部隊のリーダーを務める若きオートボットでオートボット大学のアカデミー卒業生の中でも将来を期待される若いオートボットの1人であり、短期間で部隊をまとめ上げた。オートボット大学出身の有望株で将来は総司令官になることを期待されている。ホットロディマス/Hot Rodimus/Hot Rod同様、スポーツカーに変形する（本編未登場）。
武器はエナジーボウガン。ヘルメットのデザインは『ホークアイ』へのオマージュ、またビークルモードもホットロディマス/Hot Rodimus/Hot Rodの玩具版がモチーフになっている。

### 活躍
第30話「サリの秘密」（英語版第30話「TransWarped Part 1」）に登場。スペースブリッジ防衛の任務に就いていたが、スペースブリッジに強襲してきたチーム・ジャールと戦う。仲間たちを次々と倒され、オイルスリック/Oil Slickの投げた宇宙サビに伝染し、行動不能となる。スペースブリッジは襲撃してきたチーム・ジャールに奪われてしまう。

### 玩具（アニメイテッド）
国内では「TA-33」のナンバーを与えられて2010年8月に発売。サイズは海外版の基準でデラックス。開発担当はアレックス・クバルスキー。
SONS OF CYBERTRONとしてタカラトミーからオプティマスプライム（コンボイ）/Optimus Primeとセットで発売されたものが世界で最初の玩具化である。
仕様変更品に「ハイパーホビー」2010年12月号誌上通販限定アイテム商品として、ブラックロディマスがある。ロディマス/Rodimusの名が付くトランスフォーマーとしては初のディセプティコンで、役職は暗黒司令官となっている。

## 実写映画版
第5作『トランスフォーマー/最後の騎士王』より登場。日本語版での名称は英語版と同じく、ホット・ロッド（Hot Rod）に統一されている。当初はシトロエン・DSに変形していたが、のちにランボルギーニ・チェンテナリオをスキャンし、変形するようになる。声は英語版がオマール・シー、日本語版は多田野曜平が担当した。

## サイバーバース
サイバーバースで登場したホットロッド/Hot Rod。声は英語版がトラヴィス・アーツ、日本語版は佐藤拓也が担当した。

### 性格・特徴（サイバーバース）
シーズン1第6話「メガトロンの計画」（英題「Megatron Is My Hero」）に登場。バンブルビー/Bumblebeeの古くからの友人。勇敢で少々向こう見ずなところがある。スポーツカーに変形するレーサー。
シーズン1第6話「メガトロンの計画」（英題「Megatron Is My Hero」）ではバンブルビー/Bumblebeeと共に惑星スピーディアを訪れ、ブラー/Blurrと知り合う。
シーズン2第13話（第31話）「サイバトロン星へ向かえ」（英題「Escape From Earth」）ではオプティマスプライム/Optimus Prime不在の中、代理で指揮を執った。
シーズン3第3話（第39話）英題「The Battle for Cybertron III」では元ディセプティコンであるデッドロック/Deadlockでダブルスパイとしての正体を現したドリフト/Driftと共に汚染エネルゴンの沼に沈み死亡したと思われたが、サイバトロン星の再生に伴い、後に復活。そのため、第3勢力のクインテッサン/Quintessonsであるクインテッサン・ジャッジ/Quintesson Judgeの洗脳を逃れることができた。復活した際に黒いボディとなる。

## コンピュータゲーム
ファミリーコンピュータ用ゲームソフト『トランスフォーマー コンボイの謎』では、プレイヤーの操る主人公として登場。ステージ中に現れる「R」「O」「D」「I」「M」「U」「S」の文字を全て手に入れると2周目より使用可能となる。
PlayStation 2専用ソフト『トランスフォーマー』ではサイバトロン側の使用キャラクターの1人として登場。ステージ5クリア後にロディマスコンボイ、2周目にホットロディマスが仲間になる。